# Ro Hak-su
Ro Hak-su (19 de janeiro de 1990) é um futebolista profissional norte-coreano que atua como defensor.

## Carreira
Ro Hak-su representou a Seleção Norte-Coreana de Futebol na Copa da Ásia de 2015.